# 王集镇 (睢宁县)
王集镇，是中华人民共和国江苏省徐州市睢宁县下辖的一个乡镇级行政单位。

## 行政区划
王集镇下辖以下地区：
大王集社区、庄楼社区、平楼社区、苏塘社区、光明村、大吴村、田河村、葛段村、吴庙村、大营村、苏庄村、双营村、宋南村、卜马村、鲁庙村、杨集村、南许村、柳林村、陈楼村、李时村、马浅村、洪山村、峰山村、长堰村、柴堰村、赵集村、红卫村和沈庄村。